# Südostasienspiele 1967
Die Südostasienspiele 1967, englisch als Southeast Asian Peninsular Games (SEAP) bezeichnet, fanden vom 9. bis 16. Dezember 1967 in Bangkok statt. Es war die 4. Auflage der Spiele. Es nahmen etwa 1200 Athleten und Offizielle aus 7 Ländern in 16 Sportarten an den Spielen teil.

## Medaillenspiegel
| Platz | Land       | Gold | Silber | Bronze | Gesamt |
| ----- | ---------- | ---- | ------ | ------ | ------ |
| 1     | Thailand   | 77   | 48     | 40     | 165    |
| 2     | Singapur   | 28   | 31     | 28     | 87     |
| 3     | Malaysia   | 23   | 29     | 43     | 95     |
| 4     | Birma      | 11   | 26     | 32     | 69     |
| 5     | Südvietnam | 6    | 10     | 17     | 33     |
| 6     | Laos       | 0    | 0      | 0      | 0      |

## Sportarten
- Badminton
- Basketball
- Boxen
- Fußball
- Gewichtheben
- Judo
- Leichtathletik
- Radsport
- Rugby
- Schießen
- Schwimmsport
- Sepak Takraw
- Segeln
- Tennis
- Tischtennis
- Volleyball

## Referenzen
- Percy Seneviratne (1993) Golden Moments: the S.E.A Games 1959-1991 Dominie Press, Singapur ISBN 981-00-4597-2
- Geschichte der Südostasienspiele
- Lew Hon Kin: SEA Games Records 1959-1985, Petaling Jaya - Penerbit Pan Earth, 1986